# Col de la Croix du Bonhomme
Ne doit pas être confondu avec Col du Bonhomme.
Le col de la Croix du Bonhomme est un col de France situé dans les Alpes, dans le sud du massif du Mont-Blanc, en Savoie.

## Géographie
Situé à 2 408 mètres d'altitude, il est voisin du col du Bonhomme (2 329 m) au nord-ouest et du refuge de la Croix du Bonhomme (2 443 m) immédiatement au nord-est, entre la crête des Gittes (2 538 m) au sud-ouest et la tête Sud des Fours (2 716 m) au nord-est.
Il est accessible par un sentier de randonnée qui suit la ligne de crête et qui fait partie du sentier de grande randonnée 5 et du sentier de grande randonnée de pays Tour du Beaufortain. Le sentier de grande randonnée Tour du Mont-Blanc passe juste au nord du col, par le refuge de la Croix du Bonhomme.

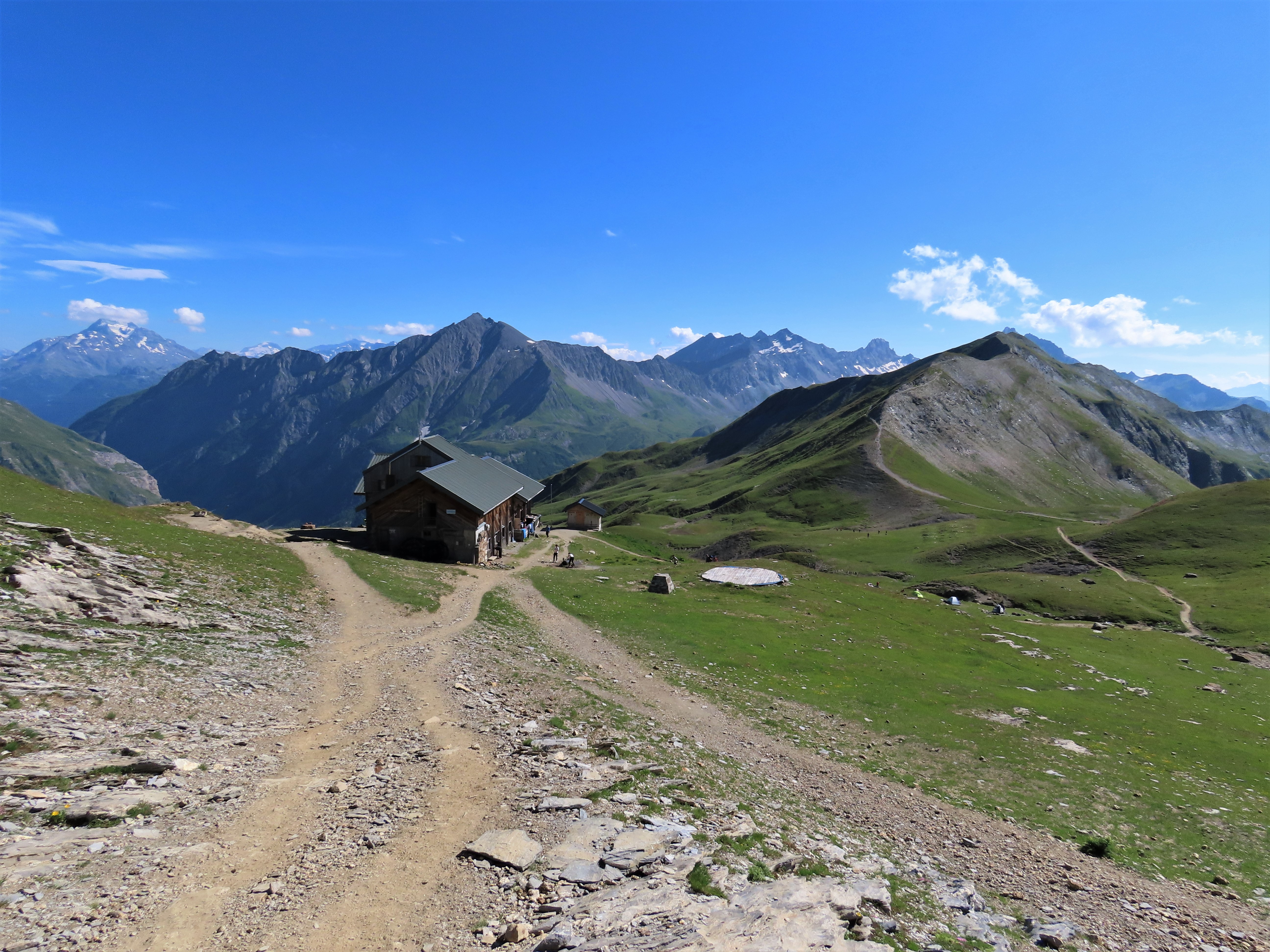
Le refuge de la Croix du Bonhomme au-dessus du col avec la crête des Gittes au-delà ; au dernier plan derrière le refuge, la pointe de la Terrasse.
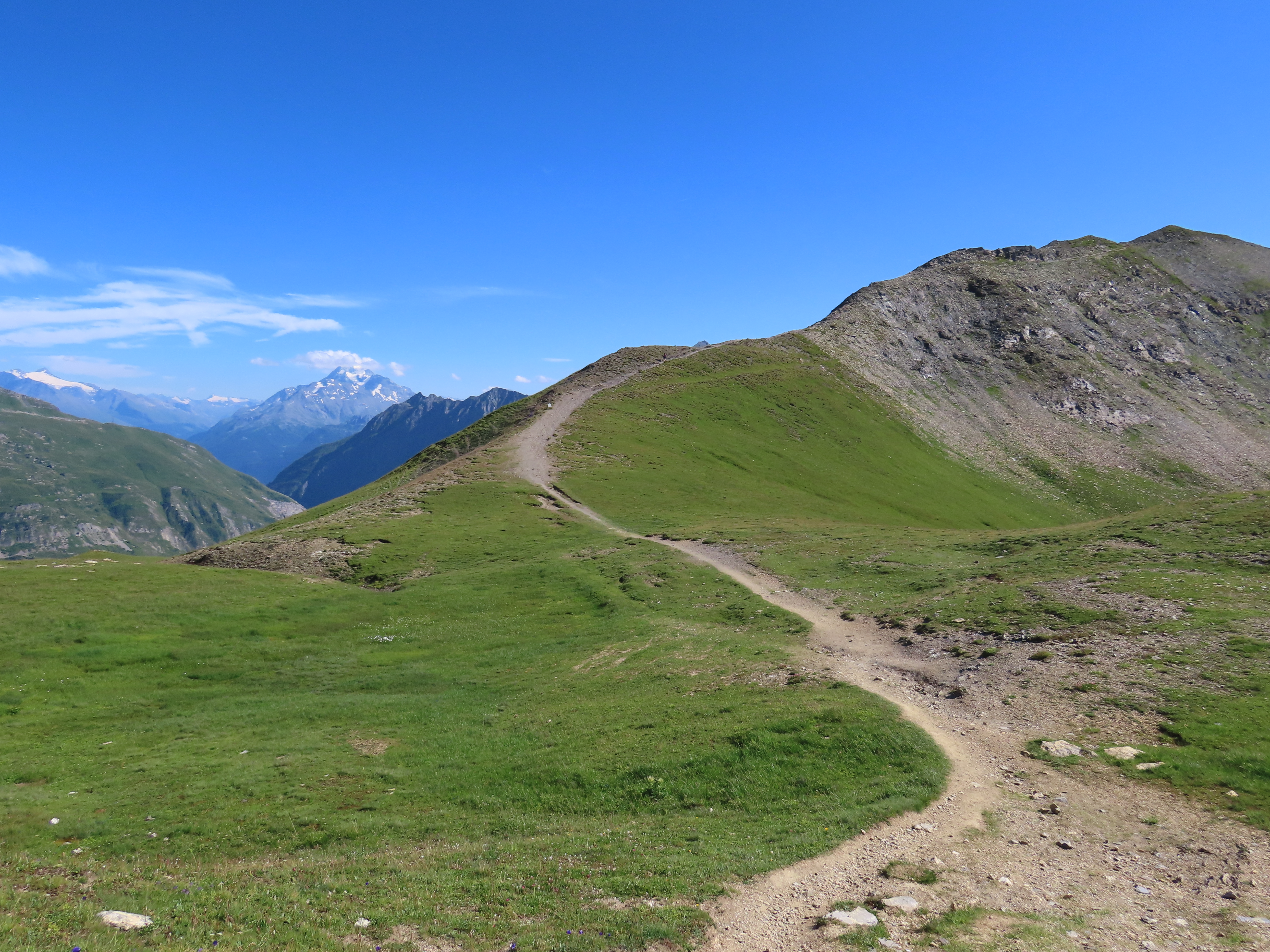
Le col avec à droite la crête des Gittes et au loin à gauche le mont Pourri.
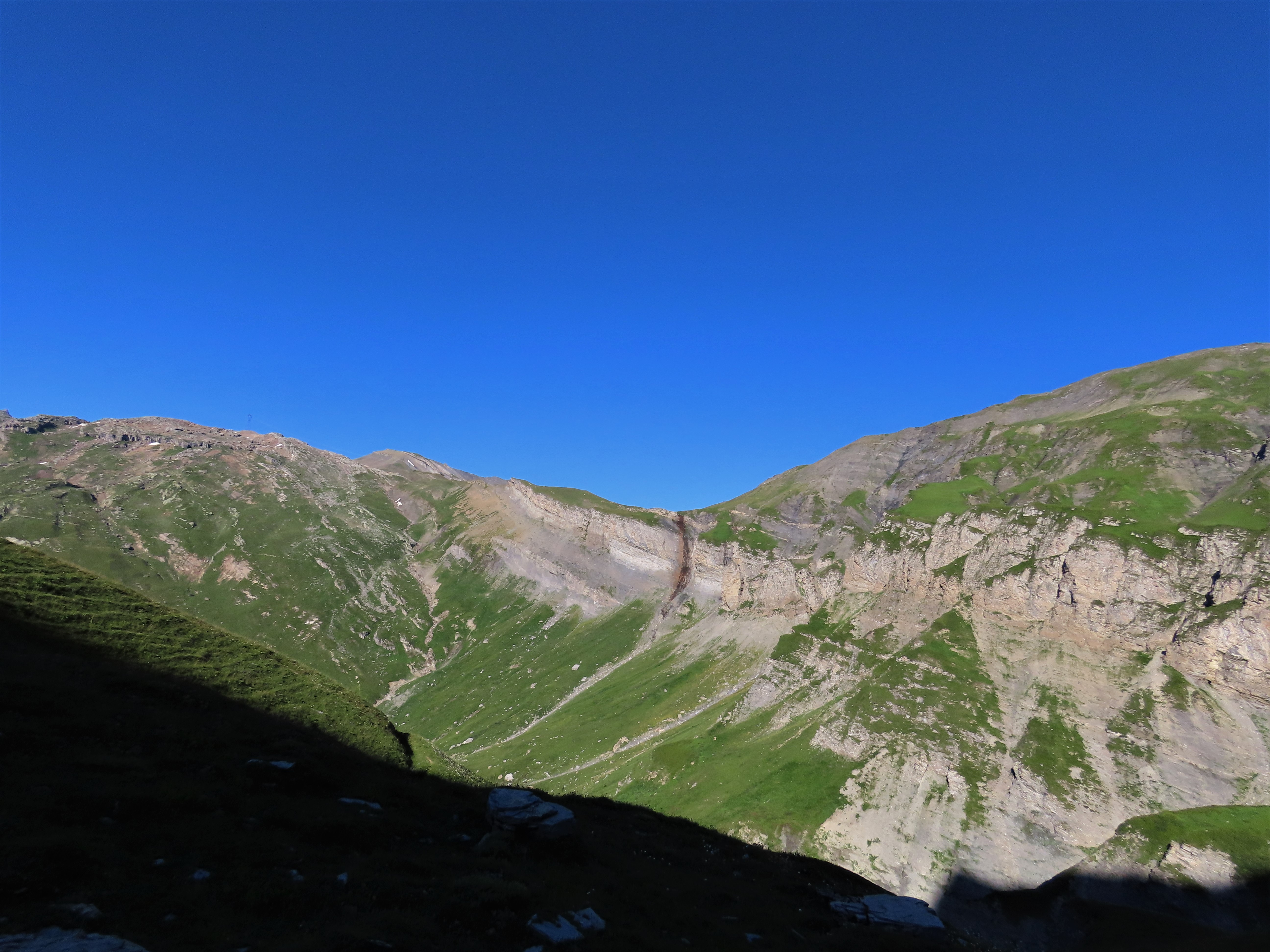
Le col vu depuis les roches Merles à l'ouest.